# Giải bóng đá Hạng Nhất Quốc gia 2012
Giải bóng đá hạng nhất quốc gia 2012 (Tên gọi chính thức: Giải bóng đá hạng Nhất Quốc gia - Tôn Hoa Sen 2012) là mùa giải thứ 12 cấp câu lạc bộ cao thứ 2 trong hệ thống các giải bóng đá Việt Nam (sau giải V.League 1), diễn ra từ ngày 30 tháng 12 năm 2011 đến ngày 18 tháng 8 năm 2012 bao gồm 14 câu lạc bộ tham dự.

## Thay đổi trước mùa giải
Danh sách các đội bóng có sự thay đổi so với mùa giải 2011:
| Xuống hạng từ V.League 2011 - Đồng Tâm Long An - Hà Nội ACB (đổi tên thành Trẻ Hà Nội)[a] Thăng hạng từ Giải hạng nhì 2011 - Lâm Đồng - Trẻ SHB Đà Nẵng | Thăng hạng lên V.League 2012 - Xi măng Xuân Thành Sài Gòn - Kienlongbank Kiên Giang Xuống hạng Giải hạng nhì 2012 - Mikado Nam Định - Huda Huế |

^[a] :Hà Nội ACB hợp nhất với Hoà Phát Hà Nội nên vẫn sẽ tiếp tục thi đấu tại V-League 2012 với tên Hà Nội F.C.. Đội xuống hạng là đội hình 2 với tên Trẻ Hà Nội.

## Quy định thăng xuống hạng
Chỉ có các Câu lạc bộ đã là Câu lạc bộ chuyên nghiệp trước ngày 8 tháng 4 năm 2012 và đạt được thứ hạng chuyên môn tại giải thì mới được lên thi đấu ở giải bóng đá Vô địch quốc gia năm 2013. Số lượng Câu lạc bộ chuyển hạng tại mùa giải 2012 được quy định cụ thể như sau:
- Hai Câu lạc bộ xếp hạng cao nhất trong số các Câu lạc bộ Chuyên nghiệp ở giải bóng đá hạng Nhất Quốc gia - Tôn Hoa Sen 2012 sẽ được chuyển lên thi đấu tại giải bóng đá Vô địch quốc gia năm 2013;
- Hai Câu lạc bộ xếp hạng 13, 14 ở giải hạng Nhất Quốc gia - Tôn Hoa Sen 2012 sẽ xuống thi đấu tại giải hạng Nhì năm 2013.[2]

## Các đội bóng
| Đội bóng              | Thành phố             | Sân vận động     | Sức chứa |
| --------------------- | --------------------- | ---------------- | -------- |
| Hùng Vương An Giang   | Long Xuyên            | An Giang         | 10.000   |
| TDC Bình Dương        | Thủ Dầu Một           | Gò Đậu           | 18.250   |
| SQC Bình Định         | Quy Nhơn              | Quy Nhơn         | 25.000   |
| XSKT Cần Thơ          | Cần Thơ               | Cần Thơ          | 50.000   |
| Trẻ SHB Đà Nẵng       | Đà Nẵng               | Chi Lăng         | 40,000   |
| Đồng Nai              | Biên Hòa              | Đồng Nai         | 5.000    |
| CLB Hà Nội            | Hà Nội                | Hàng Đẫy         | 22.500   |
| Trẻ Hà Nội            | Hà Nội                | Hàng Đẫy         | 22.500   |
| Thành phố Hồ Chí Minh | Thành phố Hồ Chí Minh | Thống Nhất       | 25.000   |
| Đồng Tâm Long An      | Tân An                | Long An          | 20.000   |
| XSKT Lâm Đồng         | Đà Lạt                | TT TDTT Lâm Đồng | 10.000   |
| Quảng Nam             | Tam Kỳ                | Quảng Nam        | 15.500   |
| Than Quảng Ninh       | Cẩm Phả               | Cẩm Phả          | 5.000    |
| Xi măng Fico Tây Ninh | Tây Ninh              | Tây Ninh         | 20.000   |

### Huấn luyện viên trưởng và đội trưởng
| Đội bóng               | Huấn luyện viên | Đội trưởng          |
| ---------------------- | --------------- | ------------------- |
| Hùng Vương An Giang    | Nhan Thiện Nhân |                     |
| TDC Bình Dương         | Võ Hồng Phúc    | Đinh Đức Nam        |
| SQC Bình Định          | Trần Kim Đức    |                     |
| XSKT Cần Thơ           | Huỳnh Ngọc San  |                     |
| Trẻ SHB Đà Nẵng        | Phan Công Thìn  |                     |
| Đồng Nai               | Trần Bình Sự    | Phồng Quang Trung   |
| CLB Hà Nội             | Hoàng Văn Phúc  |                     |
| CLB Trẻ bóng đá Hà Nội | Lê Quang Ninh   |                     |
| Thành phố Hồ Chí Minh  | Srdan Zivojnov  |                     |
| Đồng Tâm Long An       | Francisco Vital | Phạm Lâm Minh Thông |
| XSKT Lâm Đồng          | Vũ Quang Bảo    | Nguyễn Quốc Thanh   |
| QNK Quảng Nam          | Trần Vũ         |                     |
| Than Quảng Ninh        | Đinh Cao Nghĩa  |                     |
| Xi măng Fico Tây Ninh  | Vũ Trường Giang | Lê Hoàng Hiếu       |

### Thay đổi huấn luyện viên trưởng
| Đội                   | Huấn luyện viên cũ | Lý do   | Ngày thôi việc      | Vị trí đội bóng | Huấn luyện viên mới | Ngày bắt đầu        |
| --------------------- | ------------------ | ------- | ------------------- | --------------- | ------------------- | ------------------- |
| SQC Bình Định         | Hoàng Gia          | Từ chức | 19 tháng 2 năm 2012 | thứ 8           | Trần Kim Đức        | 19 tháng 2 năm 2012 |
| TDC Bình Dương        | Nguyễn Minh Dũng   | Sa thải | 22 tháng 2 năm 2012 | thứ 13          | Võ Hồng Phúc        | 23 tháng 2 năm 2012 |
| Đồng Tâm Long An      | Buketa Ranko       | Sa thải | 28 tháng 2 năm 2012 | thứ 5           | Trần Công Minh      | 28 tháng 2 năm 2012 |
| Xi măng Fico Tây Ninh | Phạm Anh Tuấn      | Sa thải | 13 tháng 3 năm 2012 | thứ 14          | Vũ Trường Giang     | 13 tháng 3 năm 2012 |
| Đồng Tâm Long An      | Trần Công Minh     | Từ chức | 18 tháng 4 năm 2012 | thứ 10          | Francisco Vital     | 21 tháng 4 năm 2012 |
| SQC Bình Định         | Trần Kim Đức       | Từ chức | 5 tháng 5 năm 2012  | thứ 9           | Nguyễn Văn Hùng     | 6 tháng 5 năm 2012  |

### Cầu thủ ngoại binh và nhập tịch
Mỗi CLB phải đăng ký 3 cầu thủ ngoại nhưng chỉ ra sân là 2 cầu thủ ngoại
| Câu lạc bộ            | Cầu thủ 1                          | Cầu thủ 2                 | Cầu thủ 3               | Cầu thủ nhập tịch   | Cầu thủ cũ                                                         |
| --------------------- | ---------------------------------- | ------------------------- | ----------------------- | ------------------- | ------------------------------------------------------------------ |
| Hùng Vương An Giang   | Luciano Silva da Silva             | Ntambi Kirizestom         | Warren Ukah             |                     | Jackson Nogueira                                                   |
| TDC Bình Dương        | David Carlos                       | Nkemia Rim Marcelin       | Brian Umony             |                     | Neiva Borges Marcelo                                               |
| SQC Bình Định         | Signs W.Chibambo                   | Mark Richard Rutgers      | Daniel Onyekachi        | Amaobi              | Charles Jimgou                                                     |
| Trẻ SHB Đà Nẵng       | Uche Iheruome                      | Alexander Prent           | Nweze Chinedu           |                     | Nicolás Hernández                                                  |
| Đồng Nai              | Nyirenda Victor                    | Kiseka Henry              | Douglas De Souza        |                     |                                                                    |
| CLB Hà Nội            | Laerte Rodrigues De Azevedo Junior | Yacoubou Fousseni Cherif  | Leonel Ezequiel Felices |                     |                                                                    |
| Trẻ Hà Nội            | Hassan Koeman Sesay                | Tshamala A. Kabanga       | Eder Richartz           |                     | Errol Stevens                                                      |
| Quảng Nam             | David Annas                        | Attram Kwame              | Dzigba B. Mawusi        |                     | Eric H Muranda                                                     |
| Thành phố Hồ Chí Minh | Enennido De Jesus                  | Cuckovic Obren            | Bruno De Souza          |                     |                                                                    |
| Đồng Tâm Long An      | Pablo Counago                      | Antonio Pereira Pina Neto | Lazaro de Sousa         | Isaac Kamu Mylyanga | Danny Mrwanda Tshamala A. Kabanga Justin Hyildel Fan Larry Clavier |
| XSKT Lâm Đồng         | Suleiman Abdullahi                 | Alex Wilton               | Modou Jagne             |                     | Andre Anthony Clennon                                              |
| Xi măng Fico Tây Ninh | Diego Martin Mendez                | Martins Trindade          | Ajoku Obinna            |                     | Ejike Ikechukwu Christopher Williams Diego Jordan Williams         |
| Than Quảng Ninh       | Belibi Celestin Didier             | Onyeky Philip Okoro       | Gaspard                 |                     |                                                                    |
| XSKT Cần Thơ          | Diabate Souleymane                 | François Endene           | Mustapha Kobina Essuman |                     |                                                                    |

## Bảng xếp hạng
| VT | Đội                     | ST | T  | H  | B  | BT | BB | HS  | Đ  | Thăng hạng hoặc xuống hạng    |
| -- | ----------------------- | -- | -- | -- | -- | -- | -- | --- | -- | ----------------------------- |
| 1  | Đồng Tâm Long An (C, P) | 26 | 15 | 4  | 7  | 36 | 26 | +10 | 49 | Thăng hạng V.League 2013      |
| 2  | CLB Hà Nội              | 26 | 15 | 3  | 8  | 35 | 30 | +5  | 48 |                               |
| 3  | Đồng Nai (P)            | 26 | 11 | 7  | 8  | 40 | 30 | +10 | 40 | Thăng hạng V.League 2013      |
| 4  | Than Quảng Ninh         | 26 | 10 | 9  | 7  | 37 | 28 | +9  | 39 |                               |
| 5  | XSKT Cần Thơ            | 26 | 10 | 9  | 7  | 37 | 30 | +7  | 39 |                               |
| 6  | SQC Bình Định           | 26 | 9  | 11 | 6  | 40 | 34 | +6  | 38 |                               |
| 7  | Trẻ SHB Đà Nẵng         | 26 | 10 | 7  | 9  | 42 | 39 | +3  | 37 |                               |
| 8  | XSKT Lâm Đồng           | 26 | 9  | 6  | 11 | 28 | 36 | −8  | 33 |                               |
| 9  | Hùng Vương An Giang     | 26 | 8  | 8  | 10 | 30 | 29 | +1  | 32 |                               |
| 10 | QNK Quảng Nam           | 26 | 7  | 10 | 9  | 27 | 32 | −5  | 31 |                               |
| 11 | Trẻ Hà Nội              | 26 | 8  | 5  | 13 | 34 | 34 | 0   | 29 |                               |
| 12 | TDC Bình Dương          | 26 | 7  | 8  | 11 | 27 | 37 | −10 | 29 |                               |
| 13 | Fico Tây Ninh (R)       | 26 | 8  | 5  | 13 | 28 | 38 | −10 | 29 | Xuống hạng Giải hạng nhì 2013 |
| 14 | TP Hồ Chí Minh (R)      | 26 | 5  | 8  | 13 | 36 | 54 | −18 | 23 | Xuống hạng Giải hạng nhì 2013 |

1. ↑  Vì chung chủ sở hũu với đội đá tại V.League 1 2013 là Hà Nội T&T, CLB Hà Nội không được thăng hạng. Đội tiếp theo (hạng ba) là Đồng Nai sẽ nhận được suất này.

## Lịch thi đấu và kết quả
| Nhà \ Khách[1]        | HVA | TBD | SBĐ | XCT | SDN | ĐNA | HNC | HFC | HCM | ĐLA | XLĐ | QNK | TQN | FTN |
| Hùng Vương An Giang   |     | 3–4 | 0–3 | 1–2 | 3–0 | 1–0 | 0–1 | 1–0 | 1–0 | 6–1 | 1–1 | 2–3 | 0–0 | 0–1 |
| TDC Bình Dương        | 0–0 |     | 2–1 | 1–1 | 1–1 | 2–0 | 1–2 | 1–1 | 2–4 | 0–2 | 2–0 | 1–1 | 0–3 | 1–0 |
| Bình Định             | 0–0 | 3–0 |     | 1–1 | 1–1 | 2–2 | 0–0 | 3–1 | 3–2 | 1–1 | 1–0 | 2–2 | 1–1 | 1–1 |
| XSKT Cần Thơ          | 2–2 | 1–1 | 5–2 |     | 2–1 | 1–0 | 1–0 | 1–0 | 0–0 | 1–3 | 2–1 | 0–0 | 2–1 | 0–0 |
| Trẻ SHB Đà Nẵng       | 1–2 | 2–1 | 2–1 | 4–3 |     | 3–3 | 0–0 | 1–2 | 2–2 | 1–2 | 2–1 | 0–0 | 3–0 | 0–1 |
| Đồng Nai              | 0–0 | 0–0 | 2–0 | 3–2 | 2–4 |     | 1–2 | 2–0 | 1–1 | 2–1 | 4–0 | 2–0 | 3–1 | 3–0 |
| CLB Hà Nội            | 1–1 | 1–0 | 0–2 | 2–1 | 2–0 | 2–1 |     | 2–1 | 3–1 | 0–3 | 1–3 | 1–3 | 2–0 | 3–2 |
| Trẻ Hà Nội            | 1–2 | 2–0 | 1–1 | 2–3 | 1–3 | 1–0 | 0–1 |     | 1–1 | 2–1 | 4–1 | 1–0 | 1–1 | 5–0 |
| Thành phố Hồ Chí Minh | 3–2 | 2–1 | 2–2 | 0–4 | 0–2 | 1–2 | 2–1 | 1–1 |     | 1–3 | 2–2 | 2–4 | 2–4 | 3–1 |
| Đồng Tâm Long An      | 1–0 | 0–0 | 1–2 | 2–1 | 0–2 | 1–2 | 1–2 | 2–1 | 2–0 |     | 2–2 | 2–0 | 1–0 | 1–0 |
| XSKT Lâm Đồng         | 2–1 | 1–0 | 0–1 | 1–0 | 3–2 | 2–2 | 1–2 | 2–1 | 1–0 | 0–1 |     | 1–0 | 1–1 | 1–0 |
| QNK Quảng Nam         | 0–0 | 2–3 | 1–4 | 1–1 | 1–1 | 1–0 | 1–2 | 0–2 | 0–0 | 0–1 | 1–0 |     | 1–1 | 1–1 |
| Than Quảng Ninh       | 2–0 | 3–1 | 3–1 | 1–0 | 3–1 | 0–0 | 3–2 | 2–1 | 5–1 | 0–0 | 1–1 | 0–1 |     | 1–1 |
| XM Fico Tây Ninh      | 0–1 | 1–2 | 3–1 | 0–0 | 2–3 | 2–3 | 1–0 | 2–1 | 4–3 | 0–1 | 2–0 | 2–3 | 1–0 |     |

Cập nhật lần cuối: ngày 11 tháng 8 năm 2012.
Nguồn: Vietnamese First Division
1 ^ Đội chủ nhà được liệt kê ở cột bên tay trái.
Màu sắc: Xanh = Chủ nhà thắng; Vàng = Hòa; Đỏ = Đội khách thắng.

## Tốp ghi bàn
| Vị trí | Cầu thủ                | Câu lạc bộ            | Số bàn thắng |
| ------ | ---------------------- | --------------------- | ------------ |
| 1      | Diabate Souleymane     | XSKT Cần Thơ          | 21           |
| 2      | David Annas            | QNK Quảng Nam         | 14           |
| 2      | Theruome Uche          | Trẻ SHB Đà Nẵng       | 14           |
| 3      | Lê Hoàng Vũ            | Bình Dương FC         | 11           |
| 3      | Kiseka Henry           | Đồng Nai              | 11           |
| 3      | Diego Martin Mendez    | Xi Măng Fico Tây Ninh | 11           |
| 3      | Belibi Celestin Didier | Than Quảng Ninh       | 11           |
| 4      | Nyirenda Victor        | Đồng Nai              | 10           |
| 4      | David Carlos           | TDC Bình Dương        | 10           |
| 4      | Enennido De Jesus      | Thành phố Hồ Chí Minh | 10           |
| 5      | Signs W.Chibambo       | SQC Bình Định         | 9            |